# Asociación Nacional de Anunciantes (Perú)
La Asociación Nacional de Anunciantes (ANDA) es una institución peruana, conformada por principales empresas que invierten en publicidad dentro del territorio nacional.

## Historia
La Asociación Nacional de Anunciantes del Perú fue creada en 1984 por un pequeño grupo de empresas anunciantes. Su objetivo fue defender los intereses de los anunciantes y promover el desarrollo de la industria de la comunicación. El grupo motivó a estos empresarios a censar empresas que anuncian en televisión, radio, prensa y otros medio y establecer lazos de comunicación con los anunciantes. En sus primeros años, se estableció un comité para atender quejas, con especial consideración contenido que infringía a la familia y la moral de esta.
La Asociación Nacional de Anunciantes del Perú agrupa a las principales empresas que invierten en publicidad en el Perú y que, por lo tanto, sostienen el sistema del marketing y de la comunicación comercial en el país. A 2008, conforman 103 corporaciones, que representa más del 70% de la torta publicitaria privada en Perú, además del 90% de la inversión de la prensa escrita.
Adicionalmente, desde el año 2000, ANDA Perú se encuentra afiliada a la World Federation of Advertisers, con sede en Bélgica, una de las organizaciones de mayor representación publicitaria en el mundo.
A fines del 2007, ANDA creó la condición de Asociado Adherente para aquellas industrias pequeñas que deseen afiliarse al grupo. Los asociados adherentes de ANDA gozan de casi todos los mismos derechos que los asociados anunciantes regulares.
Cuando asumió Rodolfo León como director general se estableció el "semáforo ético" en 2002. Este proceso alerta la inversión de las empresas regulares y adherentes en su esquema de tres colores, según la calidad del contenido generado en la programación multimedia de alta sintonía. El caso mediático es la etiqueta de "luz roja" puesta en Magaly TeVe para 2009, en que su reportaje infringió el Código de Ética Unificado y generó discusión con la producción del canal durante los 15 días de etiquetado.
También es fomentador de la lucha contra los anuncios en radios piratas.

## Premios ANDA
Los Premios ANDA fueron propuestos en los años 2000. Según el director de la organización Rodolfo León, fueron creados para resaltar a través de un concurso público la labor realizada por las principales empresas en los diferentes sectores.
Es el reconocimiento más importante que la industria otorga a las empresas que realizan actividades de comunicación comercial responsable, que crean propuestas de valor sobresaliente para los consumidores, promoviendo la competencia y la innovación tecnológica y comercial. De esta manera se reconocen a aquellas empresas que contribuyen al desarrollo económico del país a través de la inversión, a la creación de empleo en todas las actividades relacionadas y al bienestar de la sociedad en su conjunto.

### Categorías
Para la edición 2016, se agrupa en diferentes galardones:
- Premios a empresas anunciantes
  1. Premio ANDA a la mejor marca en comunicación integrada - Productos
  2. Premio ANDA a la mejor marca en comunicación integrada - Servicios
  3. Premio ANDA a la mejor marca en el uso de medios digitales – Productos
  4. Premio ANDA a la mejor marca en el uso de medios digitales – Servicios
  5. Premio ANDA a la mejor marca en el uso de comunicación no tradicional
  6. Premio ANDA al mejor anunciante en campaña de responsabilidad social
  7. Premio ANDA al mejor anunciante en campaña de Relaciones Públicas
  8. Premio ANDA al mejor anunciante en campaña de comunicación interna
  9. Premio ANDA a la mejor marca anunciante

- Premios a agencias
  1. Premio ANDA a la mejor agencia de publicidad
  2. Premio ANDA a la mejor agencia de medios
  3. Premio ANDA a la mejor agencia BTL
  4. Premio ANDA a la mejor agencia digital
  5. Premio ANDA a la mejor agencia de Relaciones Públicas
  6. Premio ANDA a la mejor agencia de investigación de mercados

- Premios a medios de comunicación
  1. Premio ANDA al mejor programa de TV
  2. Premio ANDA al mejor diario o revista
  3. Premio ANDA al mejor programa radial
  4. Premio ANDA a la mejor empresa de publicidad en vía pública
  5. Premio ANDA al mejor medio digital

También cuenta con un premio especial, el anuncio comercial más memorable. En 2014, ANDA declaró a los anuncios Rubio sol, rubio ron y Pásame la Manty como las más recordadas de las últimas tres décadas.